# Provinz Tōtōmi

Karte der Provinzen Japans, Tōtōmi rot markiert

Tōtōmi (jap. 遠江国, Tōtōmi no kuni) oder Enshū (遠州) war eine der historischen Provinzen Japans auf dem westlichen Teil der heutigen Präfektur Shizuoka.

## Etymologie
Tōtōmi heißt in der Schreibweise (遠江) „ferne Bucht (auch im Sinne von See)“. Im Altertum wurde es jedoch als 遠淡海 geschrieben, was „ferner Süßwassersee“ bedeutet und den Hamana-See meint. Die Bezeichnung steht im Gegensatz zum „nahen Süßwassersee“, dem Biwa-See in der Provinz Ōmi. Infolge eines Erlasses im 8. Jahrhundert, dem zufolge Provinznamen aus nur 2 Zeichen zu bestehen haben, wurde 遠淡海 auf 遠江 gekürzt.
Die heutige Aussprache Tōtōmi entwickelte sich aus Toho tsu Ahaumi (Altjapanisch: *to2po-tu-apa-umi1) → Toho tsu Afumi → Tohotafumi → Tootoumi (→ Tōtōmi).

## Geschichte
Die alte Provinzhauptstadt (kokufu) befand sich auf dem Gebiet des modernen Iwata. In der Sengoku-Zeit war die Hauptburg jedoch in Hamamatsu. 
Totomi wurde von der Imagawa-Familie kontrolliert, später kam sie unter Kontrolle von Tokugawa Ieyasu, der hier regierte, bis er die Region Kantō übernahm.